# Sorage
Cláudio Sérgio Sorage, mais conhecido como Sorage (21 de setembro de 1950, 17 de junho de 2017) foi um futebolista de salão do Brasil, na época em que a modalidade era regida pelas regras da FIFUSA.
Ala habilidosíssimo e de chute muito forte, Sorage destacou-se defendendo as cores do Palmeiras, clube que permaneceu entre 1965 e 1980 e pelo qual conquistou vários títulos, como Paulistas, Brasileiros e Sul-americanos, e participando de inúmeras viagens com o time pelo Brasil e no exterior.
Foi capitão da Seleção Brasileira por dez anos, e também integrou a Seleção Paulista.
Morreu em 2017, aos 67 anos de idade, vítima de uma embolia pulmonar.